# 蟠桃
蟠桃（學名：Prunus persica f. compressa 或 Prunus persica var. platycarpa，英語：Saturn Peach或 doughnut peach or flat peach），又稱盤桃、扁桃，是桃的一個變種，形狀扁平。在神话中西王母（王母娘娘）在瑶池设的品尝蟠桃的宴会；《西游记》第五回：“一朝，王母娘娘设宴，大开宝阁，瑶池中做‘蟠桃盛会’。”
王母娘娘的蟠桃是神仙延年益寿、保命延生的长生不老之源。《西游记》第五回记载：
大聖看玩多時，問土地道：“此樹有多少株數？”
土地道：“有三千六百株：前面一千二百株，花微果小，三千年一熟，人吃了成仙了道，體健身輕；中間一千二百株，層花甘實，六千年一熟，人吃了霞舉飛昇，長生不老；後面一千二百株，紫紋緗核，九千年一熟，人吃了與天地齊壽，日月同庚。”
由於蟠桃形狀扁平，別稱扁桃，常有人把它和同屬不同種的扁桃（Prunus dulcis）混淆。但兩者形狀和食用部份皆不同。

## 文獻記載
- 《論衡》引《山海經》：“滄海之中，有度朔之山。上有大桃木，其屈蟠三千里，其枝間東北曰鬼門，萬鬼所出入也。”[3]
- 《漢武帝內傳》：“又命侍女索桃，須臾，以玉盤盛仙桃七枚，大如鴨卵，形圓，色青，以呈王母。母以四枚與帝，自食三桃。桃之甘美，口有盈味。帝食輒留核。王母问帝曰：“何謂？”帝曰：“欲種之。”母曰：“此桃三千年一生实，中夏地薄，種之不生！”帝乃止。”[4]
- 《金臺紀聞》：偷桃事有兩：一說王母獻桃於武帝，東方朔從旁竊視之。王母指之曰：「此兒已三度偷吾桃矣。」一說武帝時，東方之國貢小人至，使朔辨之。朔曰：「王母種桃三千歲一結子，此兒已三度偷桃矣。」未知孰是。[5]
- 《酉陽雜俎》：王母桃，洛陽華林園內有之。十月始熟。形如括簍。俗語曰：「王母甘桃，食之解勞。」亦名西王母桃。[6][7]
- 《洛陽伽藍記》：“景陽山南，有百果園，果別作林，林各有堂。有仙人棗，長五寸，把之兩頭俱出，核細如針。霜降乃熟，食之甚美。俗傳云出昆侖山，一曰西王母棗。又有仙人桃，其色赤，表裏照徹，得霜卽熟。亦出昆侖山，一曰王母桃也。”[8]
- 《齊民要術》引《神農經》曰：“玉桃，服之長生不死。若不得早服之，臨死日服之，其尸畢天地不朽。”[9]
- 宋·张孝祥《水调歌头·为时传之寿》词：“蟠桃未熟，千岁容与且人间。”
- 清·黄遵宪《车驾驻开封府》诗：“诸侯香草方毡幕，西母蟠桃又绮筵。”
- 宋·毛滂《清平乐》词：“欲助我公寿骨，蟠桃等见开花。”
- 唐·柳宗元《游南亭夜还叙志七十韵》：“披山穷木禾，驾海逾蟠桃。”
- 《八仙得道传》：“但朕聞王母園中蟠桃最盛，五千年一開花，更五千年方能結子。好在每次結子，王母必留下許多，備作賞賜之用。有萬年不摘者，也承久不壞。這種仙桃，人能吃得一枚，不但百病消除，還能延年益壽。”[10]
- 《七真因果傳》：“這蟠桃於崑崙山，一千年開花，一千年結子，一千年成熟，總共三千年方得完全。其桃大如巴鬥，紅如烈火，吃一顆能活千歲。西王母不忍獨享，欲與天下仙佛神聖共之，故設一會，名曰「群仙大會」。”[11]
- 《女仙外史》卷一也有記載：

那瑤池之北，有三座大殿。中間一座名碧桃殿，東名青鸞，西名石麟。三殿皆因物命名。其碧桃樹在西池之南，高八十尋有咫，俗所云蟠桃，萬年一結子者，正對中間大殿。玲瓏盤鬱，勢若虯龍，不但下界所無，即佛家之娑羅、廣寒之丹桂與夫三島之珠林瓊樹，亦迥乎不同。這是何故？只為他有瑤水浸潤：故其枝葉花葩皆帶玉之精華，在仙樹為獨冠。所結蟠桃，食一枚壽與天齊，若是三枚，能超萬劫。西母於桃熟之日開宴，止請佛菩薩、道祖天尊與上帝及諸大仙真。其餘一切仙官仙吏、海島洞府散仙、斗牛宮二十八宿，總不得與。是以歲星東方朔，每至竊食。今此一度，碧桃繁盛，倍於從前，凡散仙列宿，亦多邀請，為萬劫以來第一盛會。西王母陪席。其蟠桃每人一顆，上帝、三清、佛祖各兩顆，唯釋迦如來是三。
迦葉在側垂涎，阿難睨而笑之，如來即以一桃與迦葉，一桃與阿難。道祖老君亦以一枚與金銀二童子分食。大士見善財童子在旁注視，亦授以一枚。有嫦娥左右二仙女，一名素英，一句寒簧，是最親近的。嫦娥以蟠桃分作三分，以二小分與二仙女，一大分自嘗。王母見了，便問侍女董雙成、謝長珠：「還剩下蟠桃多少？」
董仙女就知要與嫦娥，因答云：「往年結得少，到剩二十餘枚；今歲結得多，反剩得十一顆。」王母云：「這丫鬟慳吝！可取一個來，餘十枚留與你們分吃罷。」董仙女因檢一枚送到，王母隨遞與嫦娥道：「嫦娥，今將遠別，分外申敬一枚。」嫦娥不知所謂，只道是筵散分別的話，欠身謝道：「佛祖、道祖止有二顆，小仙何德敢承？」堅辭不受。鬥戰勝佛大言曰：「誰謂仙家無情？以我看來，比凡人還勝。請看王母剩下蟠桃，獨與嫦娥，若說不是有情，因何不多送我一顆？」如來曰：「王母送與嫦娥，禮也，非情也。猶如下界餞行一般。悟空你已成佛，何猶似舊日粗魯？」老君云：「前次蟠桃會，他一人偷食許多，今止一個，豈能遂意？怪不得他要爭了。」鬥戰勝佛笑曰：「我這個成佛，猶之乎盜賊做了官，今日撞着了對頭。」合座皆笑。王母與眾仙亦各微笑。只有嫦娥，又聞如來餞行之言，與王母遠別二字，適相吻合，心下十分疑惑，全無笑容。大士曰：「這顆蟠桃，王母是該送的，嫦娥是該受的，不須推辭。」嫦娥只得勉強受了，便稽首大士前曰：「小仙常願皈依如來，因自愛其發，不肯遽剃，深以為慚。今願皈依大士，懇救指示未來。」